# شبكات الجيل المقبل

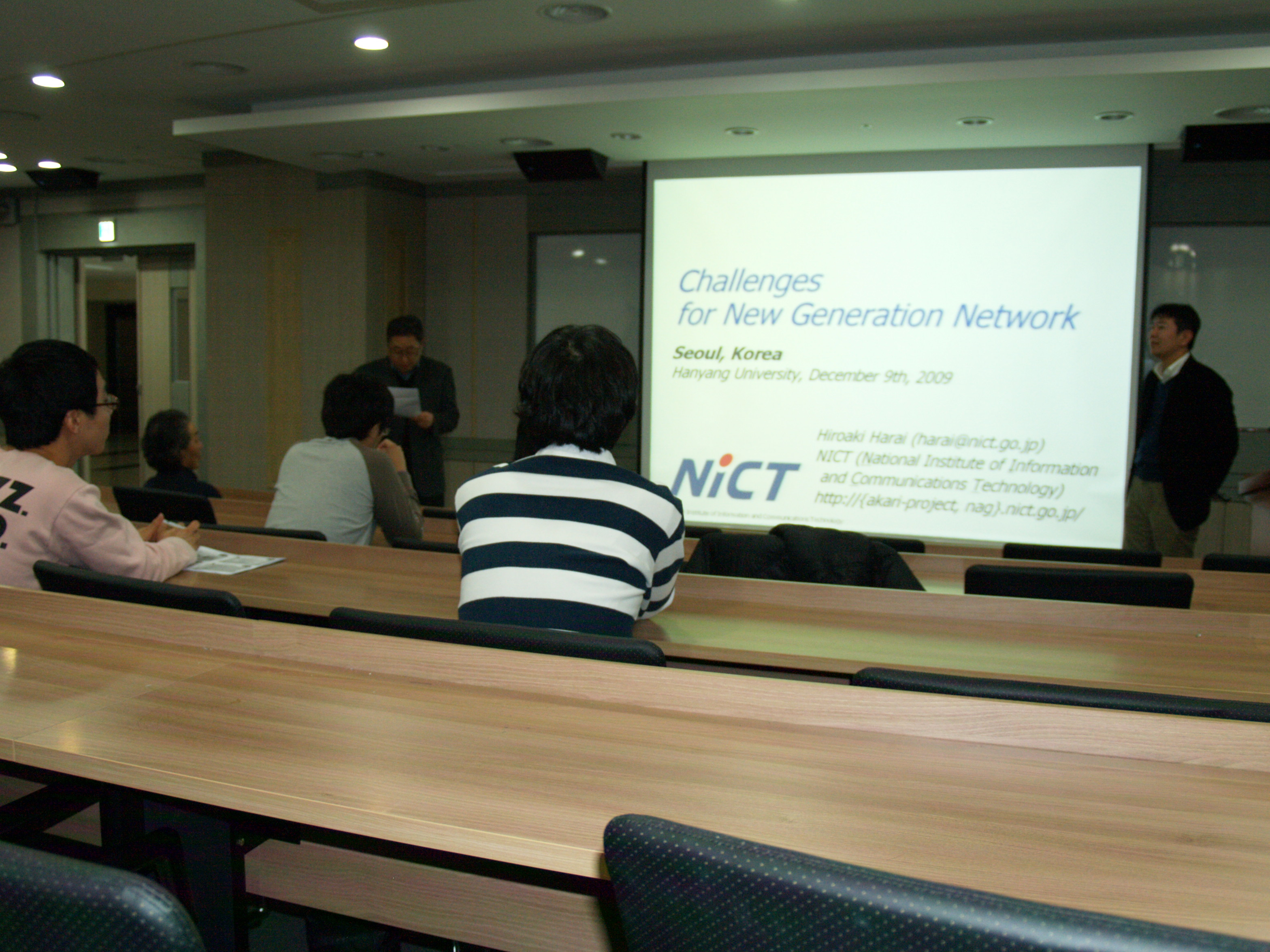

شبكات الجيل المقبل: هي عبارة عن شبكات ترتكز على بروتوكول الإنترنت (الآي بي)، الهدف الرئيس من ورائها هو جمع خدمات الاتصال (الصوت والفيديو والبيانات) في شبكة موحدة تعتمد كليا على الآي بي.
الجيل القادم من الشبكات (شبكة الجيل الجديد) هو مصطلح واسع لوصف بعض التطورات الرئيسية المتعلقة بالهندسة البنيوية الأساسية في الوصول إلى شبكات الاتصالات السلكية واللاسلكية والتي سيتم نشرها خلال 5-10 سنوات القادمة، والفكرة العامة الكامنة وراء شبكات الجيل الجديد هو أن شبكة واحدة تنقل جميع المعلومات (خدمات الصوت، والبيانات، وجميع أنواع وسائل الإعلام، مثل الصور المتحركة) عن طريق التغليف في هذه الحزم، كما هو الأمر على شبكة الإنترنت. شبكات الجيل التالي وعادة ما تدور حول بروتوكول الإنترنت، وبالتالي فإن مصطلح «الملكية الفكرية للجميع» هو أيضا في بعض الأحيان تستخدم لوصف التحول نحو شبكات الجيل التالي.

## وصف
وفقا لقطاع توحيد الاتصالات (ITU-T):- شبكات الجيل المقبل (NGN)هي شبكة تعتمد على نظام حزم البيانات، بحيث تكون قادرة على تقديم الخدمات بما فيها خدمات الاتصالات السلكية واللاسلكية، وتكون قادرة على الاستفادة من خدمات النطاق العريض المتعددة، وتمكين نقل جودة التقنية بما يسمح للوظائف المتعلقة بالخدمة أن تكون مستقلة عن التقنيات الأساسية المتعلقة بالنقل، وهي توفر الوصول غير المقيد من قبل المستخدمين لمختلف مقدمي الخدمات، وتدعم التنقل الشامل الذي سيتيح توفير خدمات متناغمة للمستخدمين في كل مكان.
من المنظور العملي، تتشارك شبكات الجيل المقبل في ثلاثة تغييرات بنيوية رئيسية، حيث تحتاج لمعاينتها بشكل منفصل:-
- في الشبكة الأساسية، بشكل ضمني تدعم العديد من وسائل الاندماج وتدعيم شبكات النقل (المخصصة أو المتراكبة) والتي كل منها قد بنيت تاريخيا لخدمة مختلفة في شبكة التقل الأساسية (غالبا ما تعتمد على ميثاق الشبكة الدولية IP والإيثيرنت)، فإنه يعني من بين أمور أخرى الهجرة من صوت الشبكة العامة لمحولات الهاتف PSTN إلى الصوت عبر ميثاق الشبكة الدولية VoIP، وتعني أيضا الهجرة من إرث الخدمات مثل:- X.25 ونقل الأطر (إما بالهجرة التجارية للعملاء إلى خدمة جديدة مثل الشبكة الافتراضية الخاصة عبر ميثاق الشبكة الدولية IP-VPN، أو بالهجرة التقنية عبر مضاهاة «إرث الخدمات» على شبكات الجيل المقبل).
- في شبكة الوصول السلكية، يكون ضمنيا في عند استخدام شبكات الجيل المقبل الهجرة من إرث النظام المزدوج للصوت إلى نظام عائلة خط المشترك الرقمي xDSL في التبادلات المحلية، إلى النظام المتقارب والذي يدمج خط المشترك الرقمي المتعدد DSLAM من خلاله دمج منافذ الصوت أو الصوت عبر ميثاق الشبكة الدولية VoIP، مما يجعل من الممكن إزالة البنية التحتية لمحولات الصوت من التبادلات.
- في شبكات الوصول عبر حزم الأسلاك، تجمع شبكات الجيل المقبل ضمنيا الهجرة من معدل صوت نقل البيانات الثابت لمعايير CableLabs PacketCable والتي توفر خدمات الصوت عبر ميثاق الشبكة الدولية VoIP، ميثاق بداية الدورة SIP، كل منهما يستخدم مواصفات ربط خدمة البيانات عبر حزم الأسلاك DOCSIS كمعيار لطبقة بيانات حزم الأسلاك.

في شبكات الجيل الجديد، هناك فصل أكثر تحديدابين نقل (توصيل) جزء من الشبكة والخدمات التي يتم تشغيلها على رأس ذلك النقل. وهذا يعني أنه كلما أراد مُزود خدمة أن يُمَكن خدمة جديدة، فإنه بإمكانه فعل ذلك من خلال تعريفه مباشرة في طبقة الخدمة دون الأخذ في الاعتبار طبقة النقل. وكمثال على ذلك، الخدمات المسقلة لنقل التفاصيل والتطبيقات المُتزايدة، بما في ذلك الصوت، سوف تميل لأن تكون مسقلة في الوصول إلى الشبكة (مضاعفة الطبقات للشبكات والتطبيقات)وسوف تتواجد بشكل أكبر على أجهزة المستخدم العادي (الهاتف، الحاسوب الشخصي، جهاز فك التشفير).

## المكونات الأساسية التكنولوجيا
شبكات الجيل المقبل مبنية على تقنيات الإنترنت بما في ذلك بروتوكول الإنترنت (بروتوكول إنترنت) وتقنية التبديل متعدد البروتوكولات باستخدام المؤشرات التعريفية (تبديل متعدد البروتوكولات باستخدام المؤشرات التعريفية). على مستوى التطبيق، استخدام بروتوكول بدء جلسة (بروتوكول بدء جلسة) بدء يسود على بروتوكول H.323 التابع للأتحاد الدولي للاتصالات.
في البداية كان بروتوكول H.323 الأكثر شعبية، على الرغم من تراجع شعبيته في حلقة «المحلية»، نظرا لاجتياز الفقراء الأصلي من شبكة معالجة الترجمة (نات) والجدران النارية. لهذا السبب وخدمات الاتصالات عبر بروتوكول الإنترنت المحلية قد وضعت، المسبار قد اعتمدت على نطاق أوسع بكثير. ولكن في شبكات الصوت حيث كل شيء تحت السيطرة من مشغل الشبكة أو الأعمال المصرفية، وكثير من أكبر الشركات الناقلة استخدام H.323 كبروتوكول الاختيار في العمود الفقرى الأساسية. ذلك حقا المسبار هو أداة مفيدة لحلقة «المحلية» وH.323 يشبه «العمود الفقري الألياف». مع التغييرات الأخيرة التي أدخلت على H.323، أصبح من الممكن الآن للأجهزة H.323 بسهولة وباستمرار نات اجتياز جدار الحماية والأجهزة، وفتح إمكانية أن H.323 ربما مرة أخرى يمكن النظر إليها على نحو أكثر إيجابية في الحالات التي يكون فيها مثل هذه الأجهزة المرهونة استخدامه سابقا. ومع ذلك، فإن معظم شركات الاتصالات على نطاق واسع ودعم البحث في مجال الملكية الفكرية نظام الوسائط المتعددة (الدائرة)، هذا المسبار الذي يعطي فرصة كبيرة لكونه اعتمد على أوسع نطاق البروتوكول.
لتطبيقات الصوت واحدا من أهم الأجهزة في شبكات الجيل التالي هو سوفت سويتش—جهاز للبرمجة التي تسيطر على الاتصالات الصوتية عبر الإنترنت (مخفضه) المكالمات. أنها تتيح الاندماج الصحيح للبروتوكولات مختلفة ضمن شبكات الجيل التالي. أهم وظيفة للسوفت سويتش هو خلق واجهة لشبكة الخطوط الهاتفية القائم، الشبكة الهاتفية العمومية التبديلية، من خلال الإشارة بوابات وبوابات الوسائط. ومع ذلك، فإن حلول سوفت سويتش كمصطلح يمكن تعريفها بشكل مختلف من قبل الشركات المصنعة للمعدات مختلفة ولها وظائف مختلفة نوعا ما.
يجوز لأحد أن في كثير من الأحيان نجد أن مصطلح الأدب البواب في شبكات الجيل التالي. هذا كان في الأصل جهاز الصوت عبر بروتوكول الإنترنت، والتي حولت (باستخدام العبارات) الصوت والبيانات من وتحولت التناظرية أو الرقمية الدائرة شكل (الشبكة الأرضية، SS7) في علبة واحدة على أساس (الملكية الفكرية). كانت تسيطر على واحد أو أكثر العبارات. بأسرع ما هذا النوع من الجهاز بدأ باستخدام عبارة بروتوكول التحكم في وسائل الإعلام، تم تغيير اسمها إلى وسائل الإعلام بوابة المراقب المالي / نهاية الخبر /
وهناك دعوة الوكيل هو الاسم العام للأجهزة / نظم مراقبة المكالمات.
الملكية الفكرية في نظام الوسائط المتعددة (الدائرة) هي بنية موحدة شبكات الجيل التالي للحصول على خدمات الإنترنت وسائل الإعلام القدرة التي حددها المعهد الأوروبي لمعايير الاتصالات (المعهد الأوروبي) و3rd مشروع شراكة الجيل (3GPP).